# Donato (Vorname)
Donato ist ein männlicher italienischer Vorname. Er ist abgeleitet vom römischen Vornamen Donatus, der Geschenkte.

## Namensträger
- Donato Acciaiuoli (1429–1478), Gelehrter
- Donato Felice d’Allio (1677–1761), österreichischer Architekt des Barocks
- Donato Bilancia (1951–2020), italienischer Serienmörder
- Donato Bramante (1444–1514), italienischer Maler, Baumeister und Begründer der Hochrenaissance-Architektur
- Donato Briganti (* 1939/1940), italienisch-niederländischer Basketballtrainer
- Donato Cabrera (* 1973), US-amerikanischer Dirigent
- Donato Cannone (* 1982), italienischer Radrennfahrer
- Donato Carrisi (* 1973), italienischer Schriftsteller und Drehbuchautor
- Donato Maria dell’Olio (1847–1902), italienischer Erzbischof und Kardinal der römisch-katholischen Kirche
- Donato Antonio Donofrio (1930–2019), italienischer Geologe
- Donato Etna (1858–1938), italienischer General und Senator des Königreichs
- Donato da Formello, auch bekannt als Donatello (1546/55–1572/85), italienischer Maler und Holzbildhauer
- Donato Giuseppe Frisoni (1683–1735), italienischer Baumeister
- Donato Giancola (* 1967), US-amerikanischer Maler
- Donato Marzano (* 1956), italienischer Admiral
- Donato Negro (* 1948), Erzbischof von Otranto
- Donato di Niccolò di Betto Bardi (≈1386–1466), italienischer Bildhauer und Medailleur, siehe Donatello
- Donato Ogliari (* 1956), italienischer Ordensgeistlicher und Abt der Abtei Sankt Paul vor den Mauern
- Donato Pavesi (1888–1946), italienischer Geher
- Donato Piazza (1930–1997), italienischer Radrennfahrer und nationaler Meister im Radsport
- Donato Plögert (* 1967), deutscher Sänger, Texter, Moderator, Schauspieler und Autor
- Donato Polli (1663–1738), insbesondere in Franken tätiger Stuckateur des Barock
- Donato Racciatti (1918–2000), uruguayischer Bandoneonist, Bandleader und Tangokomponist
- Donato Sabia (1963–2020), italienischer Sprinter und Mittelstreckenläufer
- Donato Sanminiatelli (1866–1927), italienischer Diplomat, Hochschullehrer und Politiker
- Donato Raffaele Sbarretti Tazza (1856–1939), Diplomat des Heiligen Stuhls und Kurienkardinal
- Donato Seppi (* 1953), italienischer Politiker
- Donato Soltero (1931–1986), mexikanischer Sportler und Sportfunktionär
- Donato Squicciarini (1927–2006), römisch-katholischer Erzbischof und Diplomat des Heiligen Stuhls